# Laser-Vitreolyse
Die Laser-Vitreolyse (auch Nd:YAG-Laser-Vitreolyse) ist eine augenheilkundliche Laser-Therapiemethode zur Behandlung von Trübungen des Glaskörpers (Mouches volantes) unter Verwendung eines sehr kurzwelligen niederenergetischen Neodym-YAG-Lasers. Das non-invasive Verfahren befindet sich noch am Anfang seiner Einsatzfähigkeit, Effekte und Sicherheit müssen durch weitere Studien validiert und nachgewiesen werden. Ebenso existieren noch keine vergleichenden randomisierten Arbeiten zum bisherigen Standardverfahren der Vitrektomie. Gleichwohl befindet sich die Laser-Vitreolyse als künftige Therapieoption im Vormarsch.

## Durchführung
Ziel der Maßnahme ist die deutliche Reduzierung der subjektiven Beschwerden durch Verkleinerung bzw. Beseitigung der störenden Glaskörpertrübungen. Die Behandlung erfolgt ambulant unter lokaler Betäubung, medikamentöser Pupillenerweiterung sowie unter Verwendung eines Kontaktglases. Hierbei werden die einzelnen Trübungen (Floater) mittels sehr kurzer Laserimpulse aufgelöst (Photodisruption) und im Glaskörper vaporisiert. Übermäßige Wärmeentwicklung und Erhöhung des Augeninnendrucks sollen ausgeschlossen sein. Mehrere Behandlungssitzungen sind durchaus möglich. Die Kosten werden bislang von den gesetzlichen Krankenkassen nicht übernommen.

## Risiken
Allgemein wird auf die Notwendigkeit einer strengen und kritischen Indikationsstellung, ausführlichen Anamneseerhebung sowie detaillierten Patientenaufklärung hingewiesen. In der Regel ist die Entscheidung für einen Eingriff unmittelbar abhängig von der subjektiven Beschwerdesituation des Patienten. Zudem weist die Durchführung selbst einige signifikante Risiken auf, die unter anderem durch die unmittelbare Nähe des Operationsgebietes zu Netzhaut und Augenlinse gegeben sein können. Insbesondere Netzhaut-, Aderhaut- und Linsenverletzungen können hier durch unbeabsichtigte Lasertreffer entstehen. Hinzu kommt, dass nicht alle Glaskörpertrübungen für die Durchführung einer Laser-Vitreolyse geeignet sind, dies insbesondere auch unter histopathologischen Gesichtspunkten. Darüber hinaus sind dynamische Veränderungen der morphologischen Strukturen von Glaskörpertrübungen und die damit verbundenen Beschwerden möglich.